# ジカウイルス
ジカウイルス（Zika virus）は、フラビウイルス科フラビウイルス属に属する+鎖のRNAウイルスの1種である。1947年、ウガンダにあるジカ森のアカゲザルから初めて分離された。

## 概要

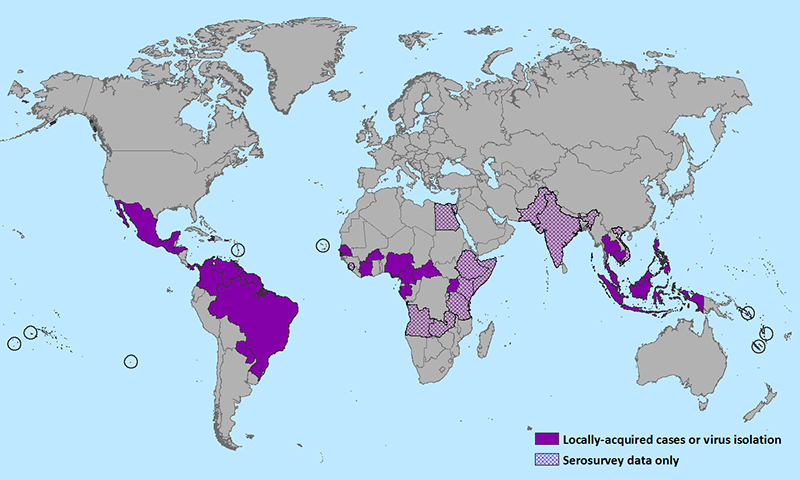
2016年までの発生地域

ジカウイルスに感染することで引き起こされる症状はアフリカからアジアにかけての赤道付近の限られた緯度の範囲で1950年代から知られており、ジカウイルス感染症またはジカ熱（以下この記事においてジカ熱という）と呼ばれる。